# Cerozodia
Cerozodia is een ondergeslacht van het geslacht van insecten Gynoplistia binnen de familie steltmuggen (Limoniidae).

## Soorten
Deze lijst van 6 stuks is mogelijk niet compleet.
- G. (Cerozodia) hemiptera (Alexander, 1922)
- G. (Cerozodia) interrupta (Westwood, 1835)
- G. (Cerozodia) laticosta (Alexander, 1930)
- G. (Cerozodia) paradisea (Edwards, 1923)
- G. (Cerozodia) plumosa (Osten Sacken, 1888)
- G. (Cerozodia) pulverulenta (Edwards, 1923)